# 하향격풍

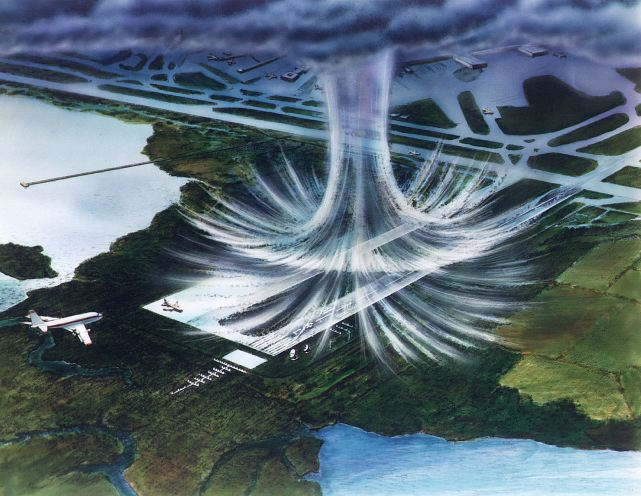
공항에서의 마이크로버스트. 마이크로버스트는 토네이도와 달리 공기가 아래쪽으로 이동한 후 모든 방향으로 퍼진다.

하향격풍, 또는 다운버스트(영어: Downburst)은 비 등의 기상현상으로 인해 공중의 한 지점에서 냉각된 공기가 아랫 방향으로 생겨나 빠른 속도로 방사형으로 퍼져가면서 지표면에 부딪힌 이후 펴져나가면서 바람이 폭발하는 듯한 하강기류 현상이다. 웅대적운 또는 적란운이 껴 있는 깊고 습한 대류조건에서 발생한다. 급격한 화재운에 의해 발생하기도 한다. 다운버스트가 불면 주변의 환경에 발생에 피해가 날 수 있다.

## 주
1. ↑  Charney & Porter 2017.

## 참고문헌
- Charney, Joseph J.; Potter, Brian E. “Convection and downbursts”. 《Fire Management Today》 75 (1): 16-19. 2025년 7월 1일에 확인함.

## 같이 보기
- 하부브
- 대기경계층
- 스콜